# Воронец, Надежда Степановна
Надежда Степановна Воронец (урождённая Кулжинская, затем Кулжинская-Воронец; 1881—1979) — русская и советская учёная-геолог, стратиграф и палеонтолог. Одна из первых в России женщин геологов, почётный член Всесоюзного палеонтологического общества (1971). Специалист по мезозойским моллюскам Севера и Дальнего Востока СССР.

## Биография
Родилась в 1881 году[уточнить] в городе Нежин, Черниговская губерния.
В 1902 году окончила гимназию в Санкт-Петербурге.
В 1902—1914 годах училась в геологической группе физико-математического факультета Бестужевских высших женских курсов в Санкт-Петербурге. Занималась геологией под руководством Ф. Ю. Левинсон-Лессинга. Владела немецким, французским, английским и итальянским языками. Ездила на геологическую практику на Кавказ с Ф. Ю. Левинсон-Лессингом.
В 1910 году была рабочим в летней экспедиции Геологического комитета в Крыму под руководством К. К. Фохта.
В 1910—1911 годах ездила в Италию для свидания с мужем и изучения вулкана Везувий.
В 1914—1916 годах давала частные уроки в Петрограде.
В 1916 году работала почвоведом по почвам Западной Сибири в Отделе земельных улучшений Министерства земледелия.
В 1918—1919 годах работала заведующей научной библиотекой при ВСНХ в Москве.
В 1926—1934 годах — геолог-палеонтолог геологического комитета (Геолком / ГГРУ / ЦНИГРИ), Ленинград.
С 1934—1937 — старший палеонтолог в Институте минерального сырья (ВИМС), Москва. Научный сотрудник (звание), с 17 мая 1936 года. C 1937 года работала по договорам в Ленинграде, так как в ВИМСе научная тема закончилась.
Во время обороны Ленинграда работала на окопах, по очистке путей и в ПВО. С 1943 года на персональной пенсии.
С 1949 года — младший научный сотрудник, начальник тематической партии в Научно-исследовательском институте геологии Арктики НИИГА.
Скончалась в 1979 году[уточнить] в [где?].

## Семья
- Сестра — Кулжинская Л. С. (род. 1877)[5]. В 1951 году — вдова, проживала с больной сестрой в Ленинграде (Тучков переулок).

## Награды и премии
- 1944 — Медаль «За оборону Ленинграда»
- Отличник социалистического соревнования Министерства геологии и охраны недр СССР.
- 1951 — Похвальная грамота, Главсевморпуть

## Членство в организациях
- 1943 — Член Дома учёных, с 1946 — член геологической секции.
- Всесоюзного палеонтологического общества, почётный член с 1971 года[6].

## Память
Описала новый род — Eoinoceramus Voronetz, 1961 из юрских отложений Севера Сибири.
Палеонтологическая коллекция Н. С. Воронец хранится в ЦНИГР Музее в Санкт-Петербурге.
- В 1964 году в честь Н. С. Воронец был назван ископаемый головоногий моллюск — Cadoceras voronetsae Frebold, 1964[8].
- В 2011 году состоялась 47 сессия Русского палеонтологического общества, посвящённая 130 летию со дня рождения Надежды Степановны Воронец.